# Asienmesterskabet i håndbold 2002 (kvinder)
Asienmesterskabet i håndbold for kvinder 2002 var den 9. udgave af asienmesterskabet i håndbold for kvinder. Turneringen blev afholdt i Almaty i Kasakhstan, som var værtsland for første gang.
Mesterskabet havde deltagelse af syv hold og blev vundet af værtslandet Kasakhstan, som dermed vandt den kontinentale mesterskabstitel for første gang, og som vandt alle sine fem kampe i turneringen. Det var første gang, at mesterskabet ikke blev vundet af Sydkorea, som til gengæld kunne rejse hjem med sølvmedaljerne, mens bronzemedaljerne gik til Kina. 
Turneringen fungerede også som den asiatiske del af kvalifikationen til VM i 2003, og holdene spillede om tre ledige pladser ved VM-slutrunden. De tre ledige VM-pladser gik derfor til de tre medaljevindende deltagende hold. Efterfølgende meldte Kasakhstan imidlertid afbud til VM, og holdets plads ved slutrunden blev derfor overtaget af holdet, der sluttede på fjerdepladsen, Japan.

## Resultater

### Indledende runde
I den indledende runde var de syv hold opdelt i to grupper med tre eller fire hold. Hver gruppe spillede en enkeltturnering alle-mod-alle, og de to bedst placerede hold i hver gruppe gik videre til semifinalerne.

#### Gruppe A
| Dato     | Kl.   | Kamp                    | Res.  | Pause |
| -------- | ----- | ----------------------- | ----- | ----- |
| 26. juli | 13:30 | Sydkorea – Kina         | 32–17 | 15-10 |
| 27. juli | 14:00 | Sydkorea – Turkmenistan | 42–13 | 22-40 |
| 28. juli | 14:00 | Kina – Turkmenistan     | 44–12 | 18-51 |

| Hold         | Kampe        | Mål          | Point        |
| ------------ | ------------ | ------------ | ------------ |
| Sydkorea     | 2            | 74-30        | 4            |
| Kina         | 2            | 61-44        | 2            |
| Turkmenistan | 2            | 25-86        | 0            |
| Nordkorea    | Meldte afbud | Meldte afbud | Meldte afbud |

#### Gruppe B
| Dato     | Kl.   | Kamp                    | Res.  | Pause |
| -------- | ----- | ----------------------- | ----- | ----- |
| 26. juli | 16:00 | Japan – Taiwan          | 22–17 | 13-81 |
| 26. juli | 18:00 | Kasakhstan – Usbekistan | 35–22 | 16-71 |
| 27. juli | 16:00 | Japan – Usbekistan      | 53–19 | 23-12 |
| 27. juli | 18:00 | Kasakhstan – Taiwan     | 29–15 | 15-61 |
| 28. juli | 16:00 | Japan – Kasakhstan      | 24–27 | 10-15 |
| 28. juli | 18:00 | Taiwan – Usbekistan     | 37–21 | 14-13 |

| Hold       | Kampe | Mål     | Point |
| ---------- | ----- | ------- | ----- |
| Kasakhstan | 3     | 91-61   | 6     |
| Japan      | 3     | 99-63   | 4     |
| Taiwan     | 3     | 69-72   | 2     |
| Usbekistan | 3     | 162-125 | 0     |

### Slutspil
Semifinalerne havde deltagelse af de fire hold, som sluttede blandt de to bedste i deres indledende gruppe.
| Dato        | Kl.   | Kamp                  | Res.  | Pause |
| Semifinaler |       |                       |       |       |
| 30. juli    | 16:00 | Sydkorea – Japan      | 31–22 | 14-91 |
| 30. juli    | 18:00 | Kasakhstan – Kina     | 25–21 | 13-11 |
| Bronzekamp  |       |                       |       |       |
| 31. juli    | 16:00 | Kina – Japan          | 29–23 | 15-10 |
| Finale      |       |                       |       |       |
| 31. juli    | 18:00 | Kasakhstan – Sydkorea | 27–25 | 13-13 |

#### Placeringskamp
Placeringskampen om 5.- og 6.-pladsen havde deltagelse af de to hold, som sluttede som nr. 3 i deres indledende gruppe.
| Dato               | Kl.   | Kamp                  | Res.  | Pause |
| Kamp om 5.-pladsen |       |                       |       |       |
| 30. juli           | 14:00 | Turkmenistan – Taiwan | 28–31 | 14-18 |

## Rangering
| Plac.  | Hold         |
| ------ | ------------ |
| Guld   | Kasakhstan   |
| Sølv   | Sydkorea     |
| Bronze | Kina         |
| 4.     | Japan        |
| 5.     | Taiwan       |
| 6.     | Turkmenistan |
| 7.     | Usbekistan   |